# الشماريخ في علم التاريخ (كتاب)
كتاب في التاريخ للحافظ جلال الدين السيوطي.

## اسم الكتاب
كلمة شماريخ هي جمع شمراخ وشمروخ:و هو العنقود يحوي بلحا أو عنبا.

## أقسام الكتاب
هو كتاب صغير يتكون من ثلاثة أبواب
- الباب الأول (في مبتدأ التاريخ) ، وفيه أن كل الأقوام اتخذوا تاريخًا يأرخون به لأحداثهم منذ هبوط آدم عليه السلام.
- الباب الثاني (في فوائده) ، فيه يذكر أهمية التأريخ للأحداث.
- الباب الثالث (في فوائد شتي تتعلق به) ، فيه يذكر أهمية إتخاد التاريخ الهجري دون غيره.[1]